# Камбира
Камбира (порт. Cambira) — муниципалитет в Бразилии, входит в штат Парана. Составная часть мезорегиона Северо-центральная часть штата Парана. Входит в экономико-статистический  микрорегион Апукарана. Население составляет 6936 человек на 2006 год. Занимает площадь 162,635 км². Плотность населения — 42,6 чел./км².
Праздник города — 22 октября.

## Статистика
- Валовой внутренний продукт на 2003 год составляет 54 898 641,00 реалов (данные: Бразильский институт географии и статистики).
- Валовой внутренний продукт на душу населения на 2003 год составляет 8047,29 реалов (данные: Бразильский институт географии и статистики).
- Индекс развития человеческого потенциала на 2000 год составляет 0,767 (данные: Программа развития ООН).